# La Forêt animée
Pour plus de détails, voir Fiche technique et Distribution.
La Forêt animée (titre original : El bosque animado) est un film espagnol réalisé par José Luis Cuerda, sorti en 1987.

## Fiche technique
- Titre français : La Forêt animée
- Titre original : El bosque animado
- Réalisation : José Luis Cuerda
- Scénario : Rafael Azcona d'après le roman de Wenceslao Fernández Flórez
- Décors : Félix Murcia
- Photographie : Javier Aguirresarobe
- Musique : José Nieto
- Pays de production : Espagne
- Format : Couleurs - 1,85:1 - Mono
- Date de sortie : 1987

## Distribution
- Alfredo Landa : Malvís / Bandido Fendetestas
- Alejandra Grepi : Hermelinda
- Tito Valverde : Geraldo
- Paco Cambres : Cura
- Óscar Domínguez : Javier
- Fernando Rey : Sr. D'Abondo
- Encarna Paso : Juanita Arruallo
- Amparo Baró : Amelia Roade
- Manuel Alexandre : Roque Freire